# Gary Johnson
Gary Earl Johnson (Minot, Dakota del Nord, 1 de gener de 1953) és un empresari nord-americà i ex-governador de l'estat de Nou Mèxic. Va ser el 29è governador de Nou Mèxic de 1995 a 2003 pel Partit Republicà, i és conegut per la seva visió llibertària de baixos impostos, i la seva participació regular en triatlons. El 2012 va ser el candidat a la presidència dels Estats Units pel Partit Llibertari, i el 2016 va ser escollit novament com a candidat a la presidència dels Estats Units pel mateix partit.
Johnson va anunciar que es postularia a la presidència pel Partit Republicà el 21 d'abril de 2011. El 28 de desembre va retirar la seva candidatura per a la nominació republicana, després de sentir-se exclòs del partit, i va anunciar que continuaria la seva candidatura a la presidència com a candidat a la nominació del Partit Llibertari. El 5 de maig de 2012 va ser triat com el candidat del Partit Llibertari a la presidència dels Estats Units. Johnson va acabar tercer en les eleccions generals de 2012, obtenint aproximadament l'1% del vot popular.
És un gran aficionat a l'esport i l'activitat física, havent participat en diverses versions del Triatló Ironman a més d'haver escalat l'Everest al maig de 2003.

## Governador de Nou Mèxic

### Primer mandat
Jonshon va entrar en la política per primera vegada en 1994 amb la intenció de postular-se per a governador. Alguns republicans li van aconsellar postular-se a la legislatura estatal en lloc de la governació. Anant en contra d'aquest consell, en Johnson va gastar $500,000 i va entrar a la campanya amb la intenció de portar una visió de sentit comú de negocis a la governació. L'eslògan de la campanya de Johsnon va ser "Gent abans que Política". La seva plataforma va emfatitzar en retallades d'impostos, creació de llocs de treballs, la reducció de la despesa del govern estatal, i la lluita contra el crim.
Va guanyar la nominació del Partit Republicà vencent al legislador estatal Richard P. Cheney amb un marge de 34% a 33% en les eleccions internes, amb John Dendahl acabant tercer. Johnson també va guanyar l'elecció general, derrotant el governador demòcrata sortint, Bruce King, amb un marge de 50% a 40%.
Com a governador, Johnson va seguir una política estricta de limitació de la grandària del govern. Segons Mickey D. Barnett, ex-membre del Comitè Nacional Republicà, "cada vegada que algú se li apropava amb alguna nova llei, la seva primera resposta sempre era preguntar primerament si és que el govern havia d'involucrar-se en això". Va vetar 200 de les 424 lleis en els seus primers sis mesos al govern - un rècord nacional de 48% de tota la legislatura - i va usar el seu poder de veto de punts específics en gairebé totes les altres lleis.

### Segon mandat
En 1998, Johnson es va postular per a la reelecció com a governador en contra de l'alcalde d'Albuquerque, Martin Chavez. En la seva campanya, va prometre continuar les polítiques del seu primer període: millorar l'educació; retallar la despesa estatal, els impostos i la burocràcia; i usar el seu poder de veto freqüentment. El Partit Demòcrata tenia la intenció de vèncer en Johnson en presentar-se amb un fort candidat hispà en un estat amb una població hispana del 40%, però Johnson va guanyar amb un marge de 55% a 45%, convertint-ho així en el primer governador de Nou Mèxic a servir dos mandats després que els límits de reelecció hagin estat estesos a dos termes l'any 1991.

## Vida personal

### Família
Johnson va estar casat amb Dee Johnson (1952-2006) entre 1977 i 2005. Com a Primera Dama, va estar involucrada en campanyes en contra del tabac i el càncer de mama, i va supervisar l'expansió de la Mansió del Governador. Va iniciar la seva separació el maig de 2005, i va anunciar que s'estaven divorciant quatre mesos després.
Dee Johnson va morir de forma inesperada el 22 de desembre de 2006 als 54 anys. Es va determinar al febrer de l'any següent que la seva mort havia estat causada per malaltia cardíaca hipertensiva. El columnista sindical John Dendahl va expressar la seva sorpresa per la seva mort, ja que havia estat "molt viva" tan sol dues setmanes abans. Després de la seva mort, Johnson va dir, "la gent no va poder haver tingut un millor voluntari número u, perquè això va ser el que ella era". Qualsevol que hagi estat el problema, sempre estava aquí per ajudar".

### Historial electoral
| Candidat     | Partit            | Vots    |
| ------------ | ----------------- | ------- |
| Gary Johnson | Republicà         | 232,945 |
| Bruce King   | Demòcrates        | 186,686 |
| Verds        | Roberto Mondragón | 47,990  |

| Partit        | Candidat   | Vots    |
| ------------- | ---------- | ------- |
| Gary Johnson  | Republicà  | 271,948 |
| Martin Chávez | Demòcrates | 226,755 |

| Partit       | Candidat   | Vots       |
| ------------ | ---------- | ---------- |
| Barack Obama | Demòcrata  | 60.386.117 |
| Mitt Romney  | Republicà  | 57.587.754 |
| Gary Johnson | Llibertari | 1.139.562  |

| Partit          | Candidat   | Vots       |
| --------------- | ---------- | ---------- |
| Donald Trump    | Republicà  | 62.979.879 |
| Hillary Clinton | Demòcrata  | 65.844.954 |
| Gary Johnson    | Llibertari | 4.488.919  |